# SN 2004br
SN 2004br – supernowa typu Ia-pec odkryta 15 maja 2004 roku w galaktyce NGC 4493. W momencie odkrycia miała maksymalną jasność 16,30m.